# Lijst van personen uit Ukkel
Dit is een alfabetische lijst van personen uit Ukkel. Het gaat om personen geboren in de Belgische plaats Ukkel.

## Geboren
- Christiane Berkvens-Stevelinck (1946-2017), theoloog, hoogleraar en remonstrants predikant
- Sandrine Blancke (1978), actrice
- Marleen Boelaert (1960-2020), arts, hoogleraar
- Jacques Boigelot (1929-2023), filmregisseur
- Cynthia Bolingo Mbongo (1993), atleet
- Dedryck Boyata (1990), voetballer
- Maellyse Brassart (2001), turnster
- Damien Broothaerts (1983), atleet
- Bernard Clerfayt (1961), politicus
- François Damiens (1973), humorist en acteur
- Urbaan De Becker (1940-2015), journalist en radiopresentator
- Roger De Coster (1944), motorcrosser
- Paul De Grauwe (1946), hoogleraar economie
- Kenny Dehaes (1948), wielrenner
- Sabrina De Leeuw (1974), atleet
- Arnaud Destatte (1988), atleet
- Ivan De Vadder (1964), journalist
- Eric De Vocht (1944), architect, ondernemer en vastgoedontwikkelaar
- Sonja Eggerickx (1947), activiste
- Jean-Michel Folon (1934-2005), kunstenaar
- Frédéric Fonteyne (1968), filmregisseur
- Baudouin Franck (1952), politicus
- Robert Godding S.J. (1956), priester en historicus
- Anouk Grinberg (1963), actrice
- Simon Gronowski (1931), doctor in de rechten, advocaat aan de Brusselse balie en jazzpianist, getuigt over de shoah
- Ronald Guttman (1952), acteur en producer
- Pierre Harmel (1911-2009), politicus
- François Heersbrandt (1989), zwemmer
- Emmanuel Hendrickx (1940-2024), politicus
- David Hubert (1988), voetballer
- Jan Huyghebaert (1945), politicus en ondernemer
- Frans van Istendael (1942-2021), jurist en decaan
- Geert van Istendael (1947), journalist, prozaschrijver, dichter en essayist
- Dina Kathelyn (1934-2024), illustratrice, kunstschilder, inkleurder van strips en (kinderboeken)schrijfster
- Pierre Klees (1933-2022), bedrijfsleider, bestuurder en topambtenaar
- Vincent Kompany (1986), voetballer
- Angèle Van Laeken (1995), zangeres
- Axel Merckx (1972), wielrenner
- Axel Miller (1965), advocaat en bankier
- Jacques Neirynck (1931-2025), ingenieur, schrijver en politicus
- Cyril Ngonge (2000), voetballer
- Philips Erard van der Noot (1638-1730), bisschop
- Claire Orcel (1997), atlete
- Gui Polspoel (1946), presentator en sportjournalist
- Christophe Prémont (1989), wielrenner
- Patrick Riguelle (1962), musicus en zanger
- Geneviève Ryckmans-Corin (1930-2022), volksvertegenwoordiger en senator
- Willy Sommers (1952), zanger
- Olivier Strebelle (1927-2017), kunstenaar
- Jacques Tits (1930-2021), wiskundige
- Bruno Tuybens (1961), politicus
- Mathilde d'Udekem d'Acoz (1973), koningin
- Raoul d'Udekem d'Acoz (1935-2023), politicus
- Leen van den Berg (1956), schrijver
- Michel Vandenbosch (1961), dierenrechtenactivist
- Marc Van den Hoof (1946-2024), radiomaker
- Dirk Vanderherten (1957), atleet
- Louis Van Hege (1889-1975), voetballer
- Chris Van Landschoot (1956), atleet
- Monika Van Lierde (1969), actrice
- Wouter Van Lierde (1963-2020), acteur
- Gorik van Oudheusden (1988), rapper en componist
- Eric Van Rompuy (1949), politicus
- Delphine van Saksen-Coburg (1968), kunstenaar
- Dirk Vekeman (1960-2013), voetballer
- Philip Vergels (1930-2023), politicus, advocaat en burgemeester
- Jean-Marie Wampers (1959), wielrenner
- Eric Wansart (1899-1954), schilder en beeldhouwer
- Anne Zagré (1990), atleet

Brussel:
Anderlecht
Brussels Hoofdstedelijk Gewest · 
Etterbeek · 
Ukkel

Vlaanderen:
Aalst · 
Antwerpen · 
Brugge ·
Geel · 
Genk · 
Gent · 
Hasselt ·  
Ieper · 
Kortrijk · 
Leuven · 
Lichtervelde · 
Lier · 
Lokeren · 
Mechelen · 
Oostende · 
Oudenaarde · 
Poperinge · 
Roeselare ·
Sint-Niklaas ·  
Sint-Truiden · 
Tienen · 
Tongeren · 
Turnhout · 
Vilvoorde

Wallonië: 
Aarlen · 
Charleroi ·  
Doornik ·  
Luik · 
Moeskroen ·  
Namen · 
Verviers · 
Waver